# Christian Gottfried Hoffmann

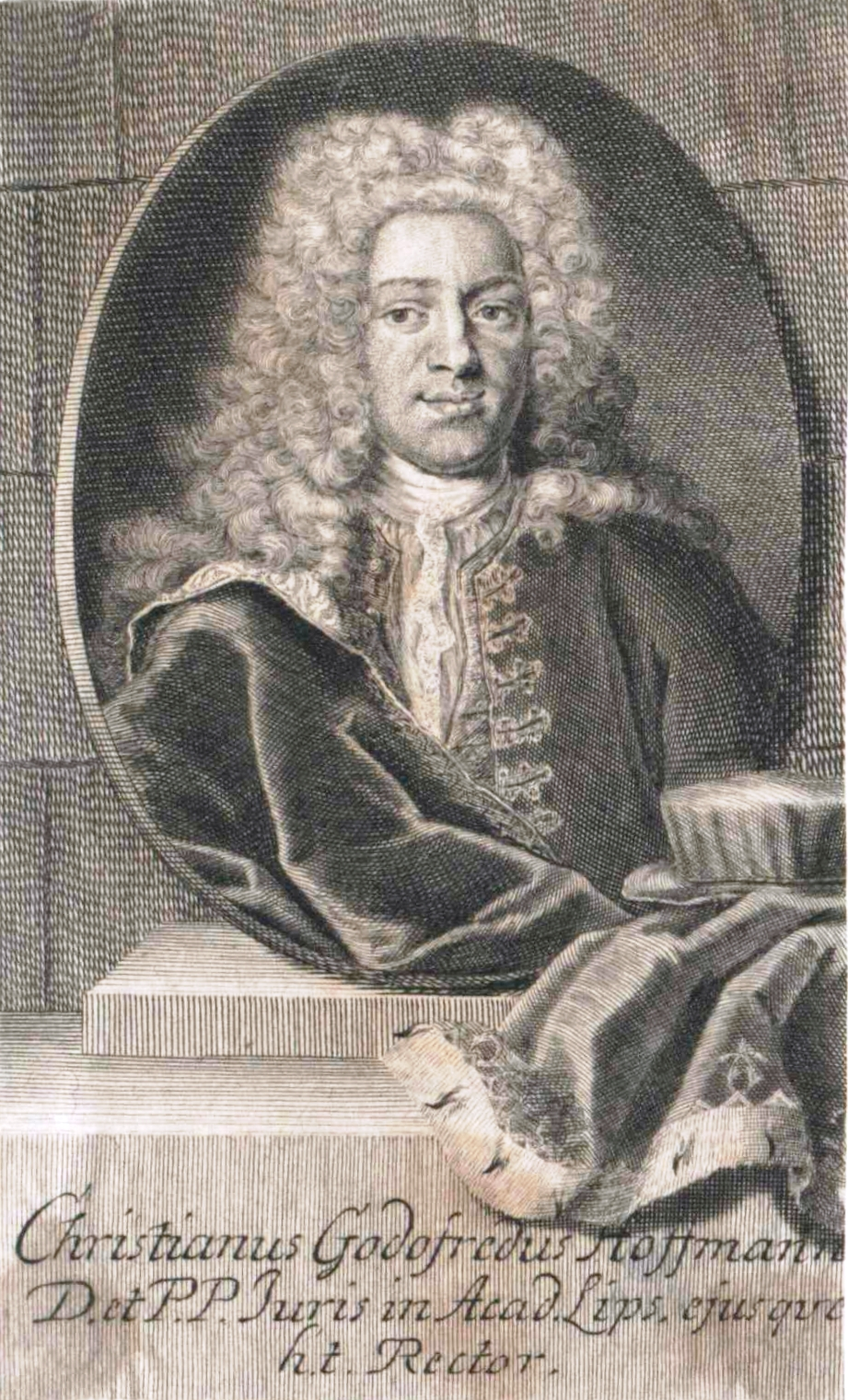
Christian Gottfried Hoffmann

Christian Gottfried Hoffmann (auch: Hofmann; * 8. November 1692 in Lauban; † 1. September 1735 in Frankfurt (Oder)) war ein deutscher Rechtswissenschaftler und Historiker.

## Leben
Der Sohn des Pädagogen Gottfried Hoffmann (1658–1712) besuchte das Gymnasium seiner Heimatstadt und bezog 1711 die Universität Leipzig. Hier studierte er zunächst die Philosophischen Wissenschaften, welche er 1714 mit dem Erhalt des Magistergrads der Philosophie abschloss. Daraufhin konzentrierte er sich auf ein Studium der Rechtswissenschaften, sicherte seinen Lebensunterhalt als Hofmeister von Adligen und wurde 1716 an der Universität Halle zum Doktor der Rechte promoviert.
1718 wurde er in Leipzig Professor des Natur- und Völkerrechts und rückte einige Zeit später in die ordentliche Professur mit dem Titel de verb. Signif. et de reg Juris auf. Im Wintersemester 1722 war er Rektor der Alma Mater. 1723 wechselte er als Geheimrat sowie Professor für Staatsrecht an die Brandenburgische Universität Frankfurt. Hoffmann war auch Mitglied der Königlich-Preußischen Akademie der Wissenschaften. Er verfasste eine Vielzahl von juristischen Schriften und beschäftigte sich auch mit der Geschichtsforschung, Journalismus und Kameralistik.

## Werke (Auswahl)
- Historia juris Romani Justinianei. Vol. 1, Leipzig 1718, 2. Auflage 1734, Vol. II 1726
- Die Ehre des Hauses Mansfeld in dem Alter seiner Abkunft... Leipzig 2. Aufl. 1720 (Online)
- Novum Volumen scriptorum Germ. Imprimis ad Lusatiam et vicinas regiones spectantium. Leipzig 1719, 4. Teile
- Gegenwärtiger Zustand der Finanzen Frankreichs. 1720
- Praenotationes de origine, progressu et natura jurisprudentiae criminalis germanorum. Leipzig 1722
- Gründliche Vorstellung derer im heiligen römischen Reiche deutscher Nation obschwebenden Religionsbeschwerden. 1722
- Primae Lineae Ivris Pvblici Germanici De Cancellaria Imperiali Avlica. Tübingen 1777 (Digitalisat)